# Alajos Hauszmann
Alajos Hauszmann (ur. 9 czerwca 1847 w Budzie, zm. 31 lipca 1926 w Velence) – węgierski architekt, profesor i członek Węgierskiej Akademii Nauk.

## Rodzina, edukacja i dalsze życie
Alajos Hauszmann urodził się w 1847 roku w Budzie, wówczas niezależnym mieście (od 1873 roku jest częścią składową Budapesztu), w rodzinie pochodzenia bawarskiego jako syn Ferenca Hauszmanna i Anny Maár. Miał troje rodzeństwa: siostry Herminę (1845–1929) i Kornélię (1854–1837) oraz brata Ferenca (1850–1918). Od 1861 roku studiował malarstwo, a następnie został czeladnikiem murarskim. W 1864 roku studiował na Uniwersytecie Technicznym w Budapeszcie, a w 1866 roku kontynuował studia architektoniczne na Berlińskiej Akademii Budownictwa, razem z Ödönem Lechnerem.

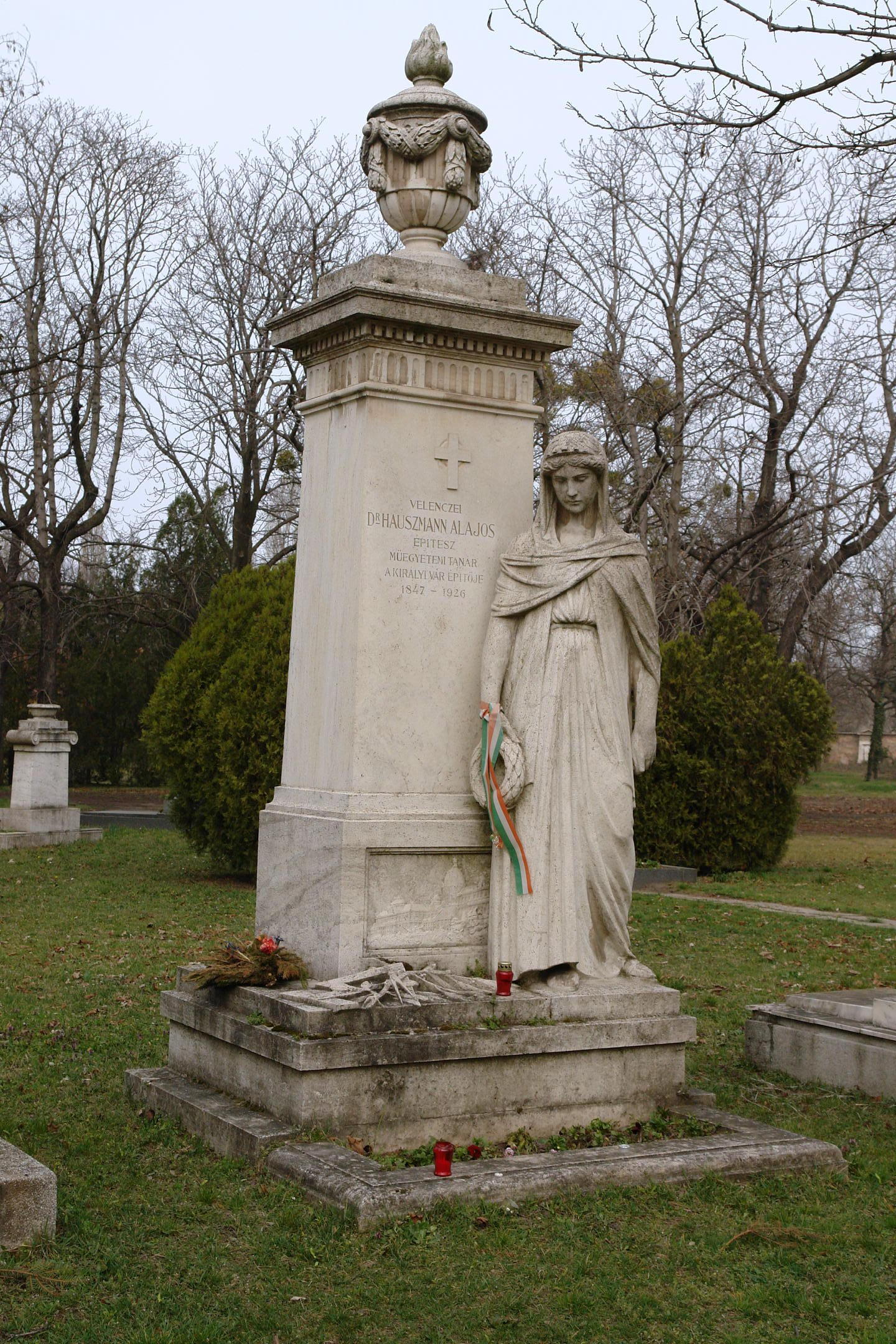
Grób Alajosa Hauszmanna

Jako młody człowiek Hauszmann odbywał liczne zagraniczne podróże, a przeżyte podczas nich doświadczenia i poczynione obserwacje zapisywał w swym dzienniku. Zwiedził całe Włochy i Francję, ponadto miał na koncie podróże studyjne do takich miast jak Londyn, Monachium, Amsterdam i Kopenhaga, w których czerpał inspiracje do swych późniejszych projektów. Niemały wpływ wywarły na niego wizyty w Egipcie i w Palestynie, gdzie zobaczył tętniące życiem miasta pełne monumentalnych budynków i kosmopolitycznych obywateli jeżdżących nowoczesnymi samochodami. Młody Hauszmann chciał przenieść coś z tej atmosfery do Budapesztu.
Od 1874 roku był żonaty z Mariette Senior (1850–1947), którą poznał podczas pobytu w Berlinie. Miał z nią dwójkę dzieci: syna Jenő (1875–1951) i córkę Gizellę (1878–1968).
Zmarł w 1926 roku w Velence. Został pochowany na Cmentarzu Narodowym przy Ulicy Fiumei (Cmentarzu Kerepesi) w Budapeszcie.

## Znaczenie i dorobek
Alajos Hauszmann jest jednym z najbardziej aktywnych i charakterystycznych przedstawicieli historyzmu w architekturze węgierskiej. W swoich wczesnych pracach wykorzystywał cechy włoskiego renesansu, a następnie baroku, który później połączył z elementami secesji. Według jego planów powstało wiele budynków użyteczności publicznej, domów prywatnych i willi w Budapeszcie. Był odpowiedzialny za zaprojektowanie takich budapeszteńskich gmachów, jak np. pałac New York (1890–1894), Rezydencja Królewska (obecnie pałac Sprawiedliwości) przy placu Lajosa Kossutha (1893–1896) i budynek główny Uniwersytetu Technicznego. W 1891 roku przejął po śmierci Miklósa Ybla kierownictwo nad zapoczątkowaną przez niego rok wcześniej przebudową i rozbudową zamku Królewskiego w Budapeszcie, i prowadził ją do 1912 roku. W latach 80. XIX wieku Hauszmann wziął także udział w międzynarodowym konkursie na projekt budynku węgierskiego parlamentu. Dzięki swojemu projektowi w stylu renesansowym był jednym ze zwycięzców, jednak ostatecznie triumfował i zrealizowany został neogotycki projekt Imrego Steindla.
Hauszmann oprócz architektury zajmował się również pedagogiką. Był jednym z założycieli szkolnictwa architektonicznego na Węgrzech. Poprzez swoje nauczanie na budapeszteńskim Uniwersytecie Technicznym wywarł wielki wpływ na węgierską architekturę i architektów przełomu XIX i XX wieku. Jego studentami byli m.in. Ignác Alpár, Béla Lajta i Marcell Komor. W 1924 roku został członkiem Węgierskiej Akademii Nauk.
W 1906 roku został odznaczony Krzyżem Wielkim Orderu Franciszka Józefa.
We wrześniu 2011 roku otrzymał pośmiertnie Węgierską Nagrodę Dziedzictwa (węg. Magyar Örökség díj) za swoją twórczość.

## Dzieła

### Projekty

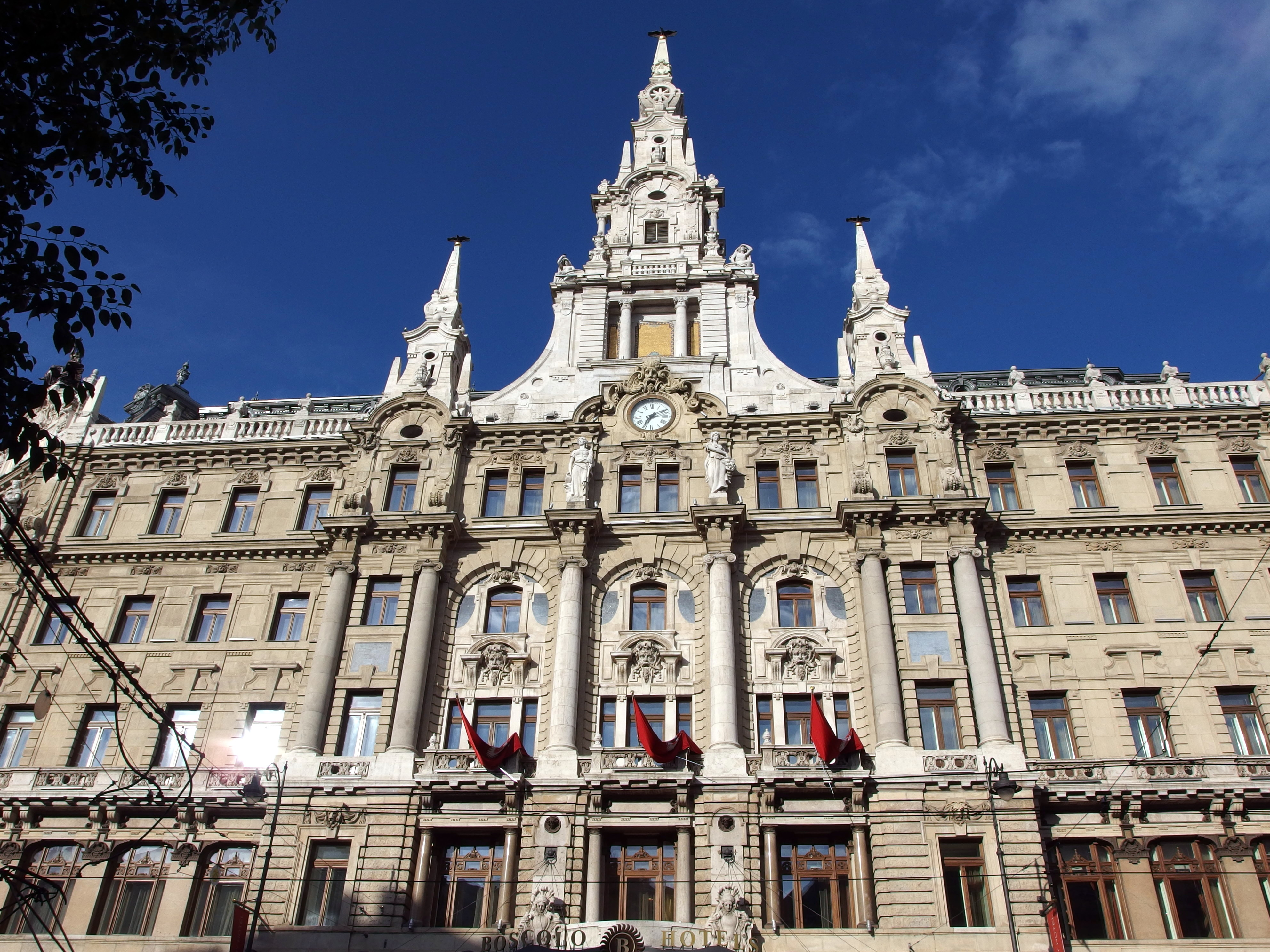
Pałac New York w Budapeszcie

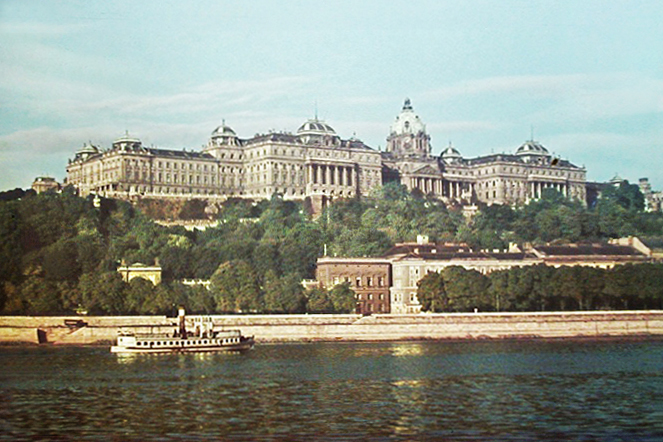
Zamek Królewski w Budapeszcie

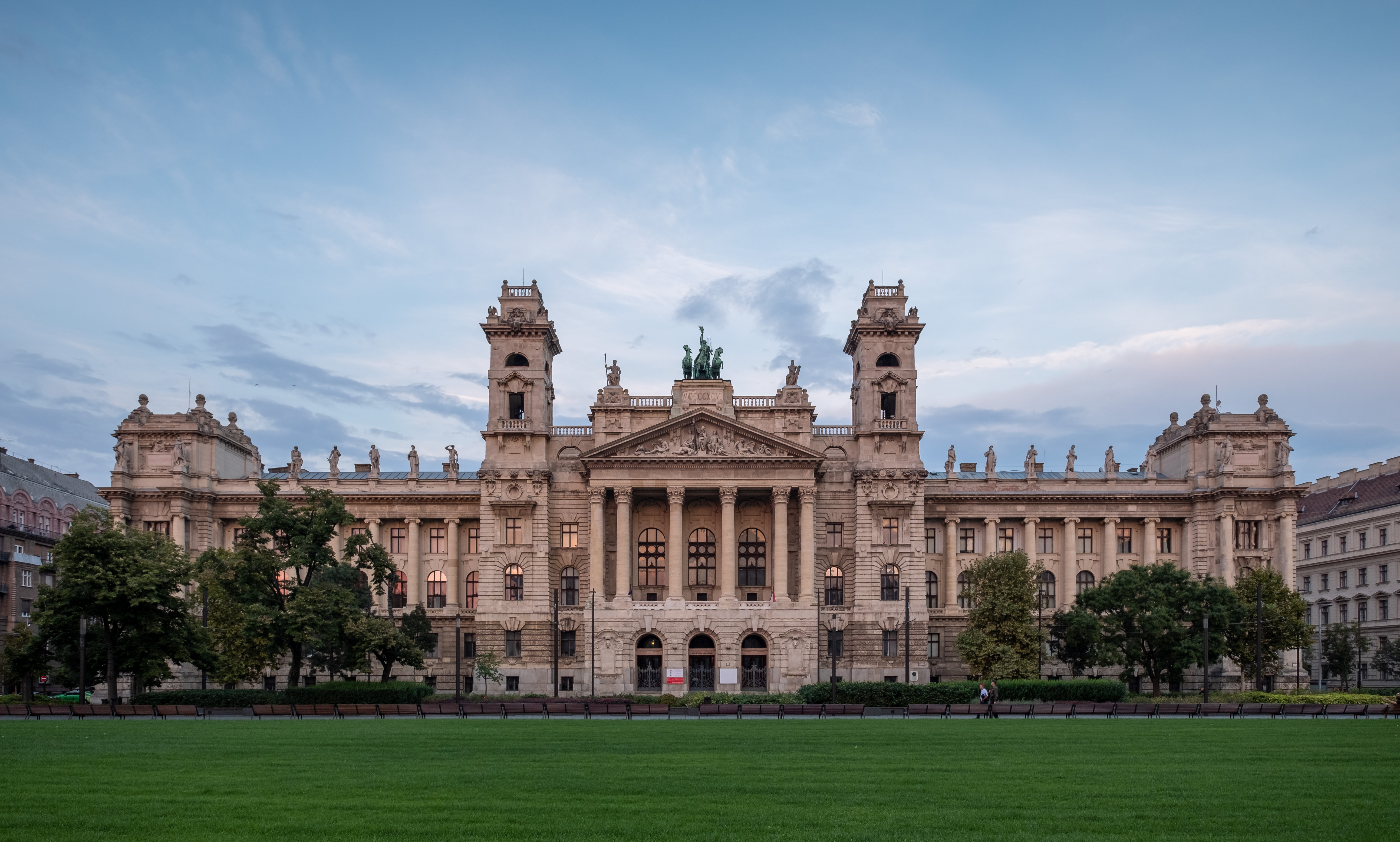
Pałac Sprawiedliwości w Budapeszcie

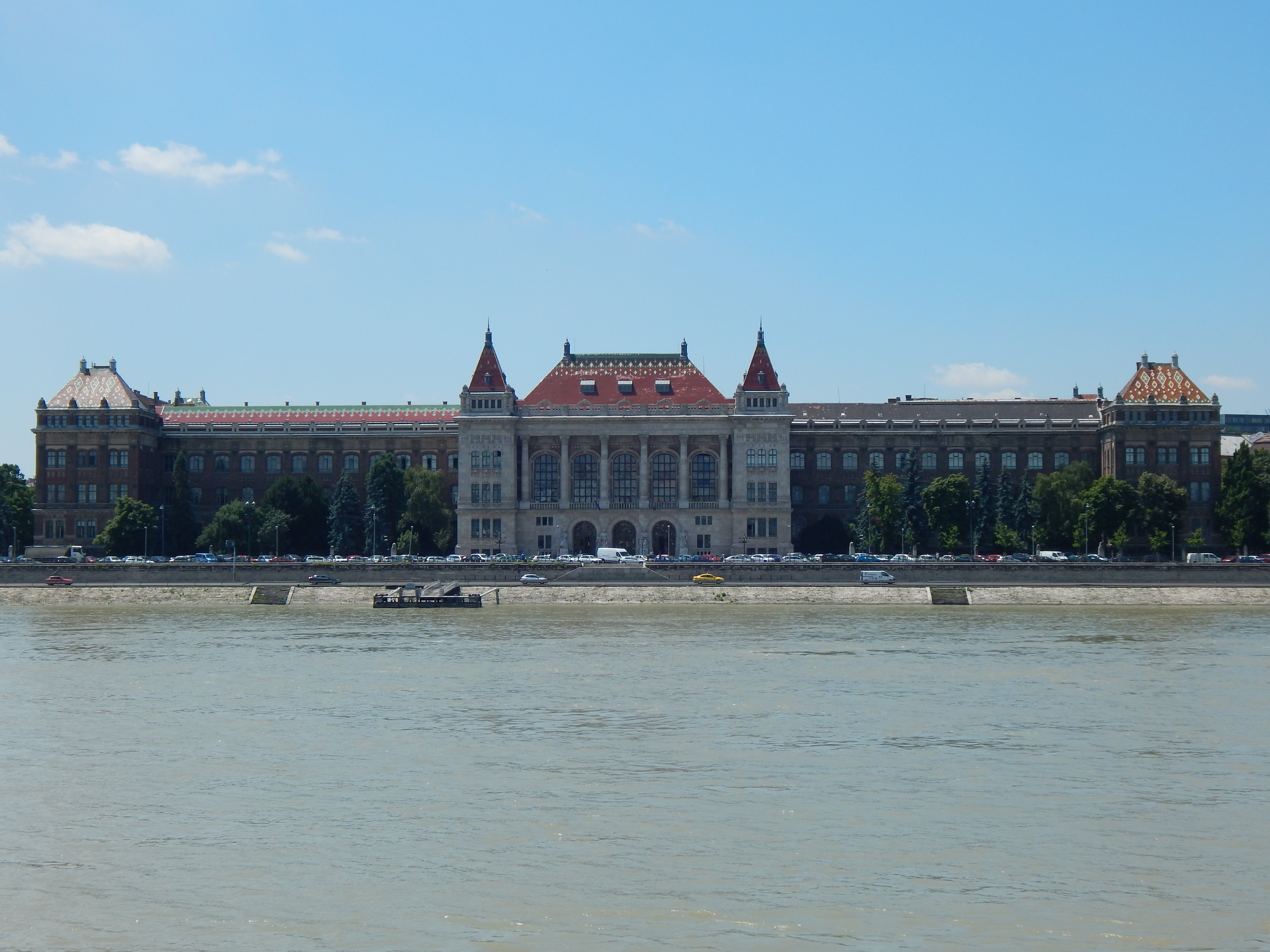
Budynek główny Uniwersytetu Technicznego w Budapeszcie

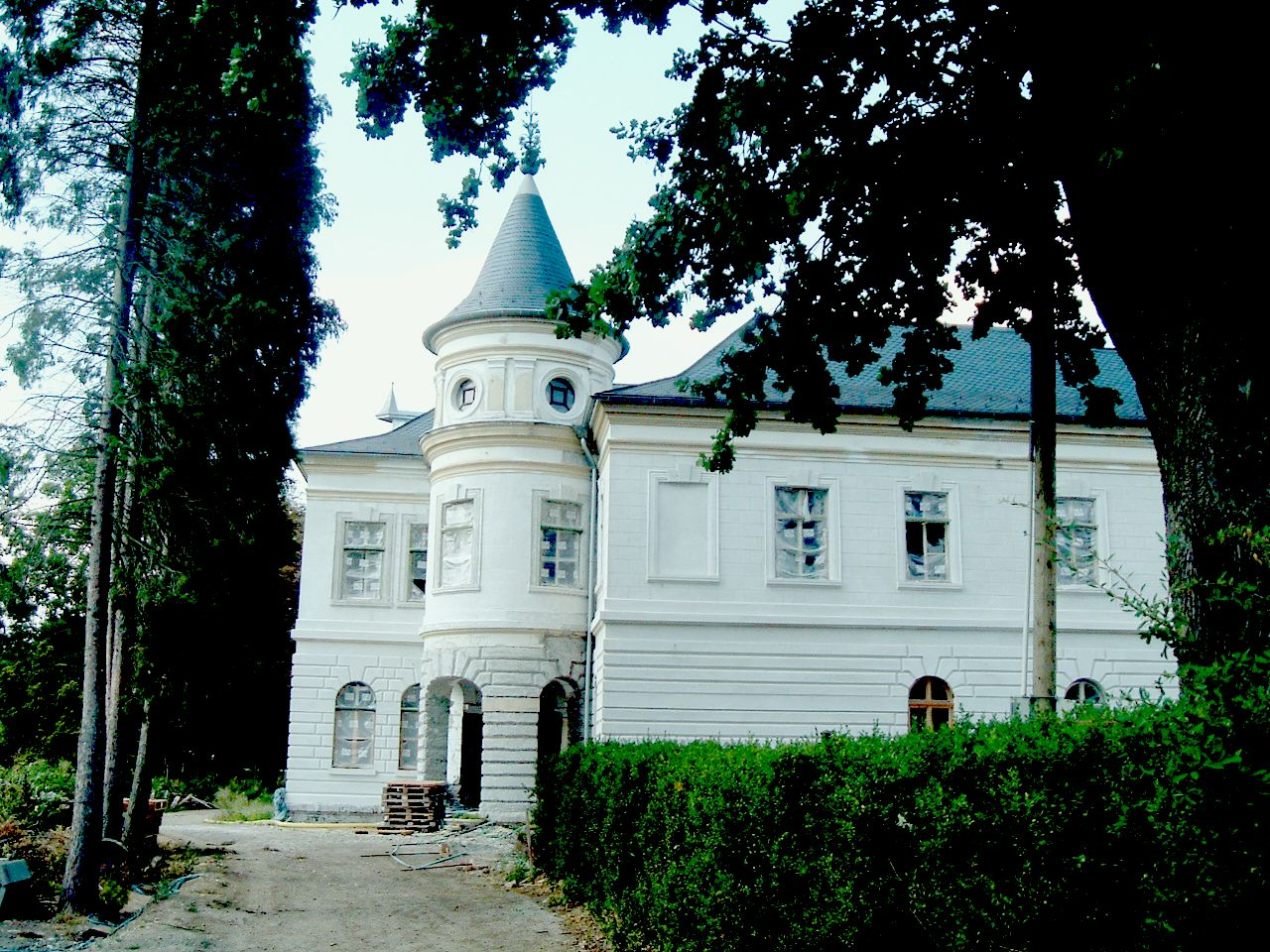
Zamek Kálmána Szélla w Rátót

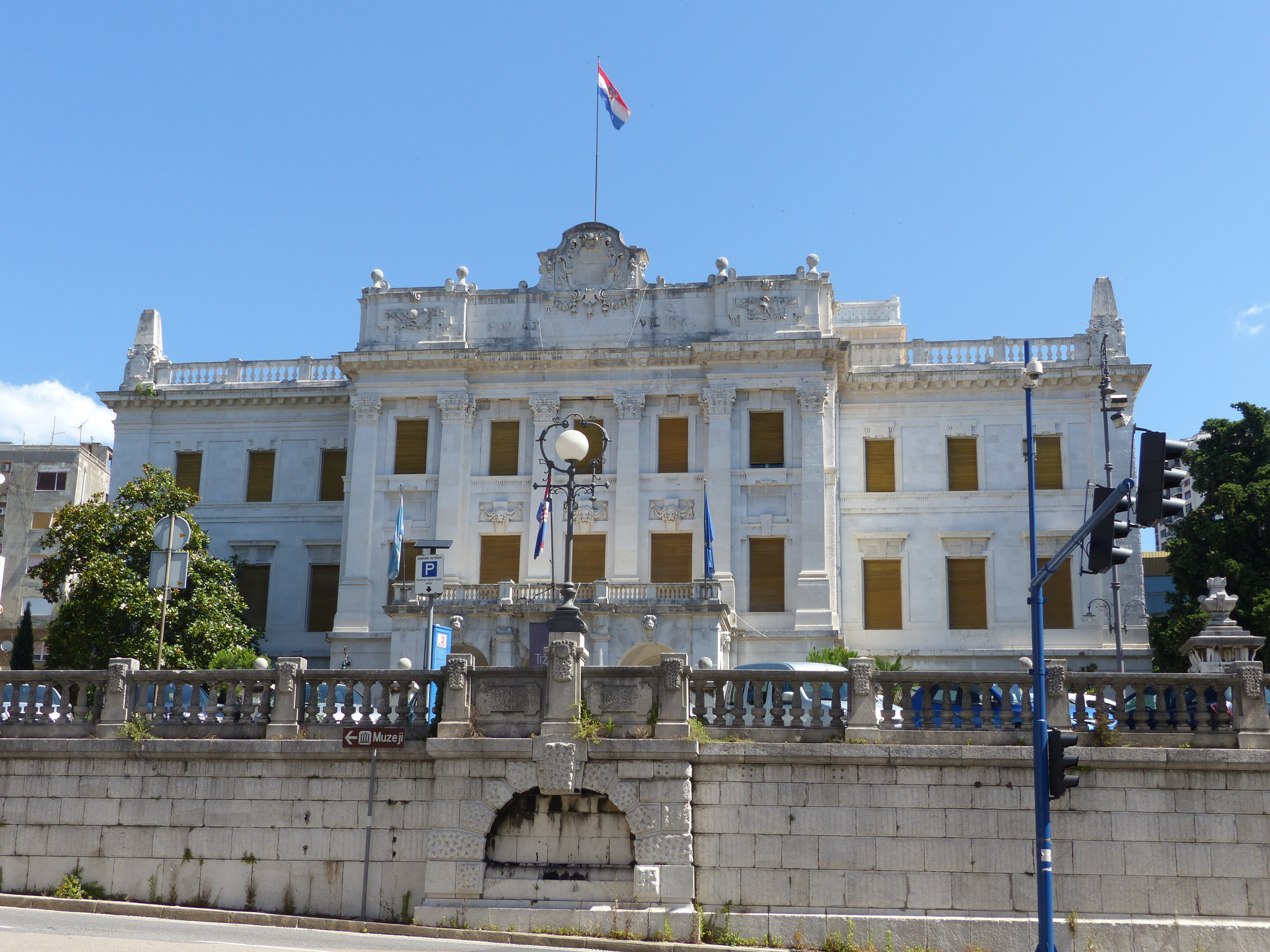
Pałac gubernatora w Rijece

- 1870: Teatr niemiecki w Budapeszcie (zniszczony przez pożar w 1890 roku)
- 1870: Kiosk na Erzsébet tér w Budapeszcie (zniszczony)
- 1871–1872: Pałac Tüköry w Budapeszcie (zniszczony)
- 1873–1876: Ozdobne wnętrza pałacu Nádasdich w Nádasdladány
- 1874–1875: Pałac Koburg w Budapeszcie (zniszczony)
- 1876: Kościół Najświętszego Serca w Gyomie
- 1876–1878: Zamek Kégla(inne języki) w Székesfehérvárze
- 1877–1878: Ratusz i teatr miejski w Szombathely (zniszczone)
- 1878: Klub jachtowy Stefánia w Balatonfüred
- 1878–1879: Pałac Kégla w Budapeszcie
- 1878–1880: Szpital Świętego Stefana(inne języki) w Budapeszcie
- 1881–1883: Budynek Banku Austro-Węgier w Szombathely
- 1882: Budynek parlamentu w Budapeszcie (projekt niezrealizowany)
- 1882–1884: Szpital Erzsébet dla Czerwonego Krzyża w Budapeszcie
- 1883–1884: Budynek Kolegium Nauczycielskiego w Budapeszcie
- 1883–1884: Főreáliskola w Budapeszcie
- 1884: Budynek Instytutu Nauczycielskiego w Budapeszcie
- 1884: Opactwo Szkockie w Budapeszcie (zniszczone)
- 1884–1885: Pałac Batthyány w Budapeszcie
- 1884–1886: Budynek Liceum Żeńskiego w Sopronie
- 1884–1889: Budynek Uniwersyteckiego Instytutu Patologii w Kolozsvárze (obecnie Kluż-Napoka)
- 1886: Budynek Uniwersyteckiego Instytutu Zdrowia Publicznego w Kolozsvárze
- 1886: Budynek Państwowego Instytutu Nauczania Kobiet w Budapeszcie
- 1886–1887: Budynek(inne języki) Instytutu Medycyny Sądowej w Budapeszcie
- 1887–1889: Budynek mieszkalny Północnowschodniej Kompanii Kolejowej w Budapeszcie
- 1887–1889: Budynek Szkoły Nauczania Technicznego i muzeum w Budapeszcie
- 1888–1890: Budynek Sądu Stołecznego(inne języki) i zakładu karnego w Budapeszcie
- 1889–1890: Budynek komercyjny w Budapeszcie
- 1890: Zamek Kálmána Szélla w Rátót
- 1890–1894: Szpital okręgowy w Nyitrze (obecnie Nitra)
- 1890–1894: Pałac New York(inne języki) w Budapeszcie
- 1891–1912: Przebudowa i rozbudowa zamku Królewskiego w Budapeszcie
- 1891: Dom Hauszmanna w Budapeszcie
- 1893: Szpital powszechny w Kolozsvárze
- 1893–1896: Pałac Sprawiedliwości(inne języki) w Budapeszcie
- 1893–1897: Pałac gubernatora w Fiume (obecnie Rijeka)
- 1902–1909: Budynek główny Uniwersytetu Technicznego w Budapeszcie
- 1904: Ratusz miejski w Nagyvárad (obecnie Oradea)
- 1910: Budynek Teatru Narodowego w Budapeszcie (projekt niezrealizowany)

### Publikacje
- Kórházépítési tanulmányok (s. n., Bp., 1881)
- A Magyar Szent Korona országainak Vörös-kereszt Egylete által épitett Erzsébet Kórház leirása (Khór és Wein Ny., Bp., 1884)
- A budapesti igazságügyi palota (Magy. Mérnök és Építész Egyl. Közl., 1897)
- A magyar királyi vár építésének története (Pátria Ny., Bp., 1900)
- Rektori beszéd (Pesti Lloyd ny., Bp., 1904)
- A budapesti igazságügyi palota (műlapok Divald Károly; Pátria, Bp., 1901)
- A kir. József műegyetem új otthona (Magy. Mérnök és Építész Egyl. Közl., 1909)
- A Magyar Királyi József Egyetem új épületei (Hornyánszky Nyomda, Budapeszt, 1909)
- A magyar királyi vár (Budapeszt, 1912)
- Budapest városának építészeti fejlődésének története (Akad. Ért. 1925)